# Meranges
Meranges és un municipi de la comarca de la Baixa Cerdanya. Amb 1.539 m, el nucli de Meranges és el cap de municipi situat a més altitud sobre el nivell del mar de Catalunya (l'entitat de població a més altitud és Rubió, al Pallars Sobirà).
El terme municipal té una extensió de 37,38 km² i el poble és a 1.590 msnm. Limita al nord amb Andorra i França, a l'est amb Ger, al sud amb Isòvol i a l'oest amb Éller, Talltendre, Lles i Coborriu de la Llosa. Inclou el nucli de Girul (1.625 m d'altitud).

## Etimologia
En la documentació antiga trobem la forma Meranicos (segle ix), que potser deriva de l'antropònim llatí Marius.

## Geografia o medi físic
- Llista de topònims de Meranges (Orografia: muntanyes, serres, collades, indrets..; hidrografia: rius, fonts...; edificis: cases, masies, esglésies, etc).

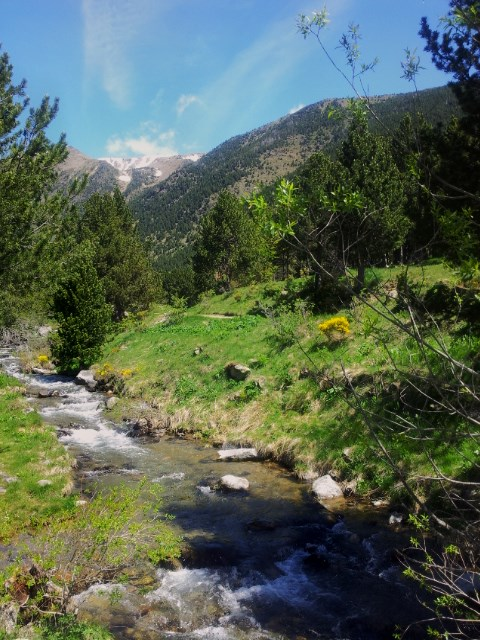
El riu Duran

Situada en plena zona axial pirinenca, Meranges ocupa l'alta vall Tova, drenada pel riu Duran. A la capçalera d'aquesta vall hi ha la conca lacustre dels Engorgs, sota la barrera de les serres de l'Esquella i de Puigpedrós, que a vegades reben el nom de serra de Campcardós i de limita el terme pel N, separant-lo de la vall de Campcardós, que és afluent del riu d'Aravó o de Querol (Alta Cerdanya). Puigpedrós, o puig de Campcardós, amb els seus 2.914 m, no sols és el cim més alt del terme sinó també de tota la Cerdanya, i és a més el punt de trobada dels termes de Meranges, Ger i Guils de Cerdanya. A ponent, és separat del puig dels Engorgs (2.815 m) per la portella de Meranges (2.647 m). A l'E, des de Puigpedrós, pels grenys del castell de Lladres, per la riba oriental de l'estany de Malniu i més avall enfront de Gréixer, el terme confronta amb el municipi de Ger. Al NW, des del pic de Calm Colomer (2.869 m), baixant per la serra de l'Esquella limita amb l'alta vall de la Llosa, del municipi de Lles de Cerdanya.

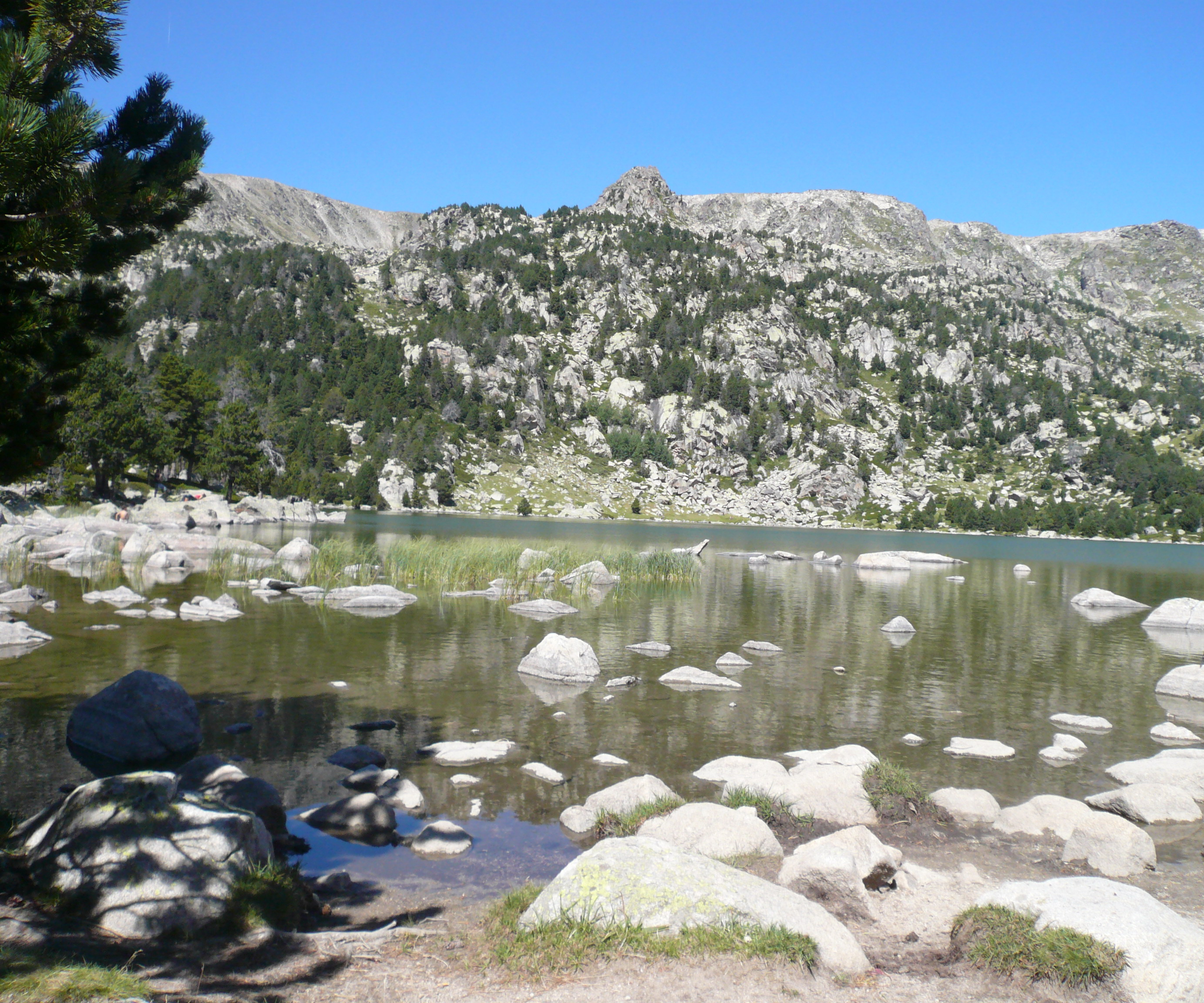
L'estany de Malniu

Seguint per la serra de Calm Colomer, amb el Bony Manyer (2.788 m) i la Carabassa (2.734 m), i el roc de Creuetes, termeneja amb Bellver de Cerdanya (Talltendre). A migdia pels Emprius limita també amb Bellver (Éller) i puntualment amb Isòvol.

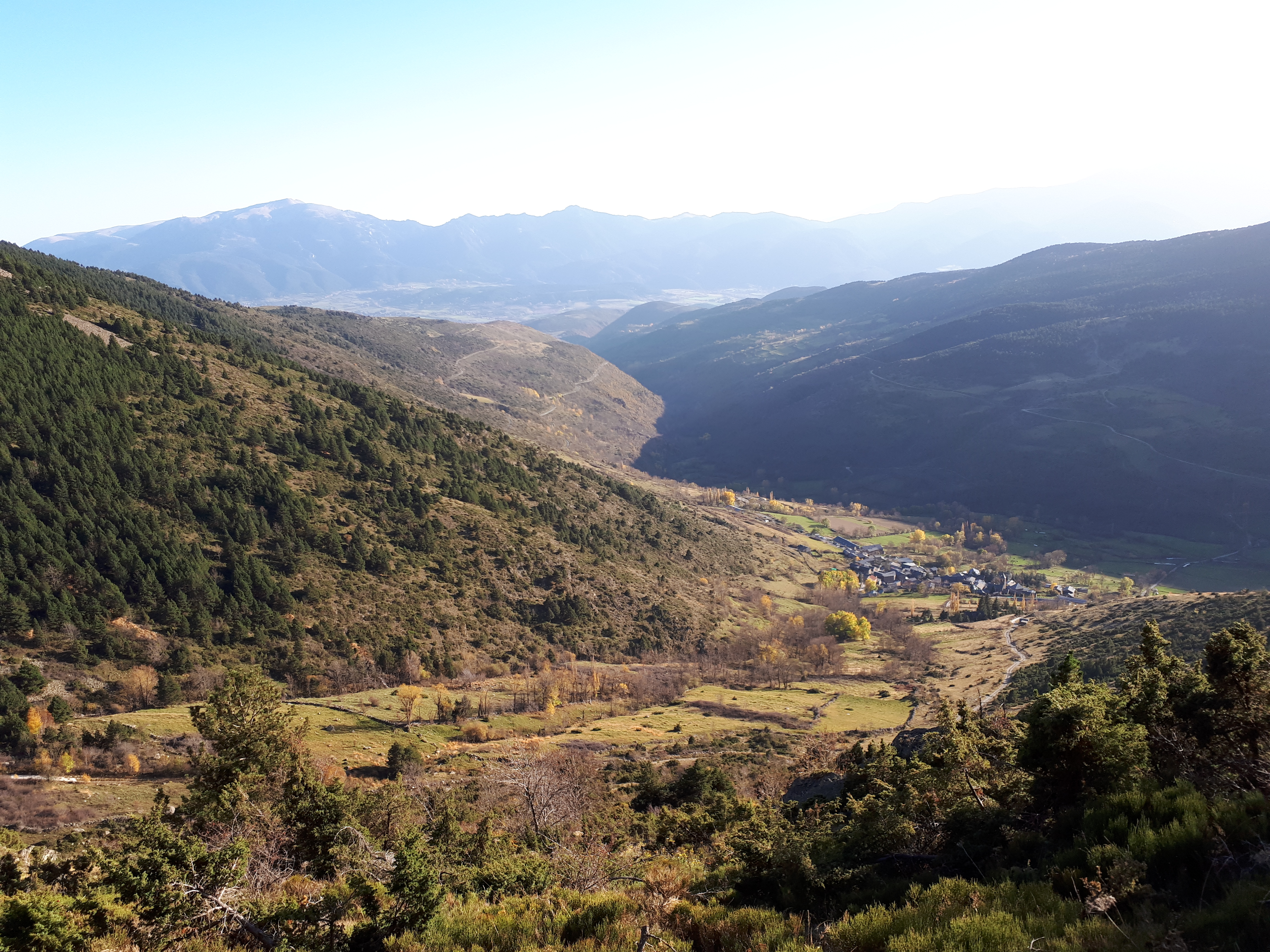
Vista del poble des del camí entre el poble i el refugi de Malniu.

El municipi comprèn, a més del poble de Meranges, les cases del Raval i el llogaret de Girul. A causa del gran atractiu de les muntanyes de Meranges és força freqüentada la pista al refugi de Malniu, al parc forestal del pla de Tarterès o de la Tartera, des d'on es pot pujar a l'estany de Malniu (2.250 m), situat en un bell paratge sota Puigpedrós. Abans d'arribar a aquest pla, un brancal de pista porta al pla de la Mànega, al refugi forestal de la Feixa (Ger). Un altre paratge interessant és el de la regió dels Engorgs, a la capçalera de la vall del riu Duran. Ambdues zones, de Malniu i dels Engorgs, antics circs glacials, són separades per Puigpedrós i Coma Pregona, i s'enllacen gràcies a un sender de gran recorregut. El municipi és força turístic, en gran part gràcies al seu bell entorn.

## Demografia
A Meranges, hi havia 19 focs el 1380 i 16 el 1553. El 1595, ja eren 45 els focs de Meranges i el 1718 en tenia 154 h. La població va créixer de manera desmesurada fins al 1830, any que s'aconseguí el màxim demogràfic, amb 564 h. El cens següent, del 1842, se'ns mostra estranyament baix (209 h), cosa que sobta encara més si hom considera el següent, del 1857, amb 391 h. D'aleshores ençà, la minva demogràfica va ser constant i progressiva, amb alguna oscil·lació (341 h el 1860, 296 h el 1900, 231 h el 1920, 158 h el 1930, 167 h el 1950, 132 h el 1960, 80 h el 1970 i 64 h el 1981). La xifra del 1981 va quedar estabilitzada fins al padró del 1996, en què s'apreciava un petit increment (70 h). A partir d'aleshores la població ha anat augmentant: 79 h el 2001, 88 h el 2005, i 100 h el 2015, tot i que Meranges continua sent el municipi de la Cerdanya menys habitat.
Actualment, però, Meranges inclou 100 habitants, dels quals 58 són homes i 42 són dones.
| 1497 f | 1515 f | 1553 f | 1717 | 1787 | 1857 | 1877 | 1887 | 1900 | 1910 |
| ------ | ------ | ------ | ---- | ---- | ---- | ---- | ---- | ---- | ---- |
| -      | 14     | 16     | 154  | 377  | 391  | 304  | 338  | 296  | 243  |

| 1920 | 1930 | 1940 | 1950 | 1960 | 1970 | 1981 | 1990 | 1992 | 1994 |
| ---- | ---- | ---- | ---- | ---- | ---- | ---- | ---- | ---- | ---- |
| 231  | 158  | 154  | 167  | 132  | 80   | 64   | 67   | 67   | 67   |

| 1996 | 1998 | 2000 | 2002 | 2004 | 2006 | 2008 | 2010 | 2012 | 2014 |
| ---- | ---- | ---- | ---- | ---- | ---- | ---- | ---- | ---- | ---- |
| 70   | 73   | 83   | 80   | 85   | 86   | 83   | 89   | 91   | 94   |

| 2016 | 2018 | 2020 | 2022 | 2024 | 2026 | 2028 | 2030 | 2032 | 2034 |
| ---- | ---- | ---- | ---- | ---- | ---- | ---- | ---- | ---- | ---- |
| 99   | 98   | 100  | 111  | 112  | -    | -    | -    | -    | -    |

## Història

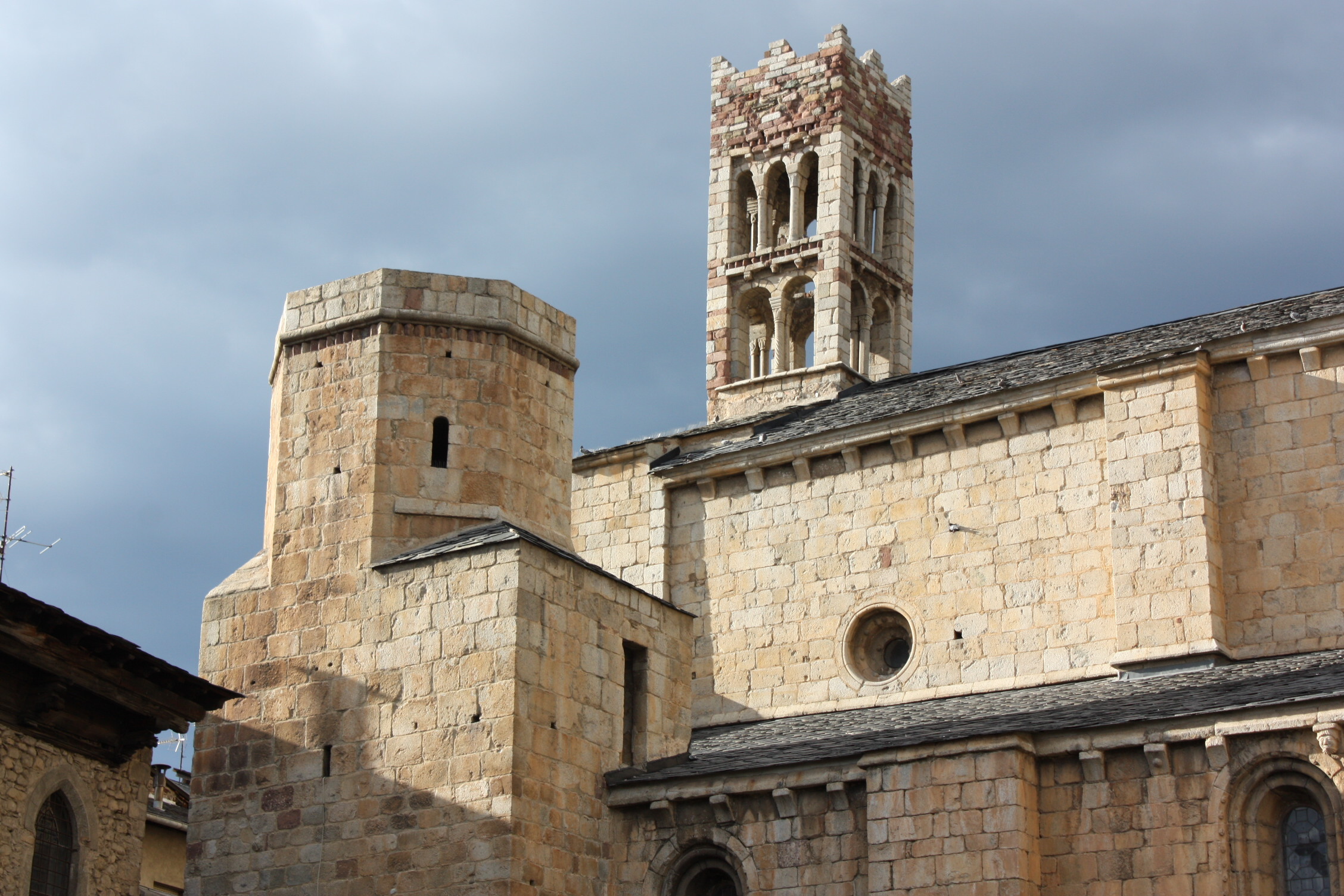
La catedral d'Urgell

Meranges és documentat en l'acta de consagració de la catedral d'Urgell (Meranicos) i en diverses ocasions al llarg del segle x. El 994, hom fa una venda in pauh Olorbitense in ipsa villa de Meranicus, ad ipsa Canale. El 996, Guitard, pel seu testament sacramental, deixa al seu senyor, el vescomte Sunifred, quatre masos que hi havia i l'alou de Meranges, amb el benentès que després de la seva mort pervingui a Santa Maria de la Seu d'Urgell. El 1001 Isarn, arxipreste, dona a la catedral d'Urgell els alous que té al comtat de Cerdanya “infra terminio Olorbitense in villa que vocant Meranicus”. Fou, juntament amb Girul, dels dominis dels comtes de Cerdanya. Així, el Liber feudorum maior consigna que entre els anys 1068 i 1095 Hug Dalmau, un dels primers personatges del llinatge dels Mataplana, família que restà lligada al castell al llarg del segle xii, jurà fidelitat a Guillem, comte de Cerdanya, pel castell de Meranges, entre d'altres. El 1117, el comtat de Cerdanya passà al comte de Barcelona, i un altre Hug Dalmau prestà homenatge a Ramon Berenguer III. Entre el 1162 i el 1196, Hug de Mataplana emeté jurament al rei Alfons el Cast per Meranges i altres castells. La senyoria superior de Meranges passà després als vescomtes de Castellbò. El bisbe d'Urgell tenia una honor a Meranges i pledejà amb Ramon de Castellbò perquè aquest li havia causat danys a la seva honor. Arribaren a un conveni el 1171.

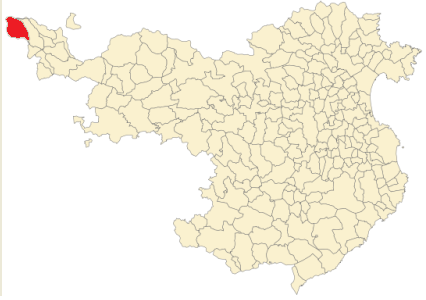
Situació del terme municipal de Meranges respecte a les terres de Girona

El 1184, els habitants de la vila de Meranges i de Girul obtingueren de Ramon de Castellbò, de la seva muller Ermessenda i de llur fill Arnau, franquesa per a disposar lliurement de les seves terres. En la concòrdia del 1233 entre Nunó Sanç, comte de Cerdanya i de Rosselló, i el comte de Foix i vescomte de Castellbò, s'establí que aquest tingués la “forcia auqe est in rupe de Meranges” en nom i en lloc de Nunó Sanç, però que si la tenia pel seu compte, que no pogués millorar-la. El 19 d'abril de 1250 Roger de Foix, vescomte de Castellbò, atorgà una carta de població als habitants de Meranges, amb diversos privilegis. Cada poblador havia de satisfer anualment una quarta part de sègol per a la guaita i guàrdia del castell de Meranges. Posteriorment, el lloc i el castell de Meranges pervingueren a la corona. El 1336, Jaume III de Mallorca confirmà les antigues franqueses a condició que els habitants de Meranges traslladessin els seus domicilis al lloc dit Prat Secha, sota la roca de Meranges, on hi ha restes de l'antic castell o força de Meranges. La població, però, no s'hi traslladà.

## Llocs d'interès

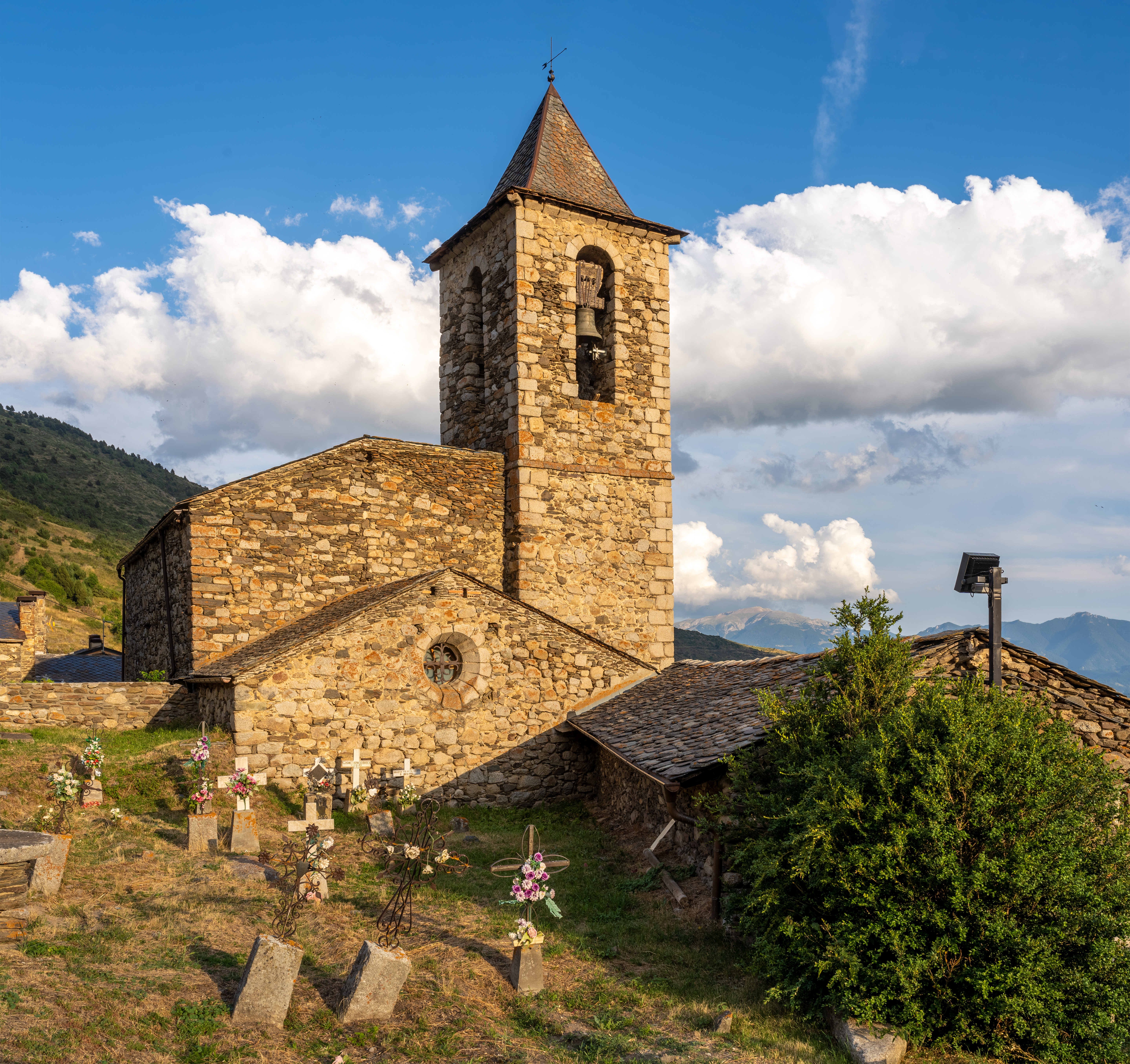
Església de Sant Serni de Meranges

### Església de Sant Serni
L'església de Sant Serni de Meranges és l'església romànica parroquial del poble. Consta de nau única amb un absis semicircular i voltes d'arc ogival; a la part central de l'absis s'obre una petita finestra amb motius esculpits en relleu; encara es pot veure en el seu interior restes de pintures murals representant el pantocràtor.
La portalada està constituïda per cinc arquivoltes de pedra granítica menys als capitells, la imposta i les seves bases, que són de marbre rosa, tot allò realitzat en aquest marbre es troba força erosionat. La porta té varietat de forjats, arrancats de la vella i posats als nous batents.

### Castell de Meranges
El castell de Meranges és un monument medieval esmentat per primera vegada al segle xi, declarat Bé cultural d'interès nacional. D'aquest castell, s'ignora si es va construir o només es van fer els fonaments en el lloc anomenat Clot del Castell.

### Museu de l'Esclop
El Museu de l'Esclop de Meranges fou un centre de producció d'esclops per a tot Catalunya, que va tenir la seva última seu a Meranges. Fabricar esclops va ser un ofici de nissagues familiars, que durant l'hivern es dedicaven a tallar la fusta de les sabates. Està situat a la 
plaça major del poble.

### Refugi de Malniu
El refugi de Malniu és un refugi de muntanya propietat de l'ajuntament de Meranges, situat al sud-est de l'estany Sec. Se situa a 1.30 hores de Meranges i a 2.30 hores de Guils de Cerdanya. S'hi pot accedir amb cotxe per una pista que comença a Meranges.

### Refugi d'Engorgs
El refugi d'Engorgs «Joaquim Folch i Girona» és un refugi de muntanya de la FEEC, situat al circ d'Engorgs, al vessant sud-oest del Puigpedrós, dins el terme municipal del poble. Se situa a 2.30 hores de Meranges i no s'hi pot accedir amb cotxe.

## Economia

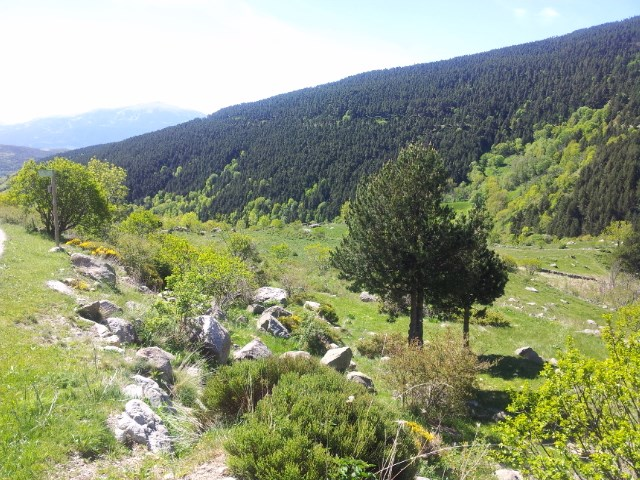
La vall de Meranges

Les tradicionals activitats agrícoles i ramaderes han anat mantenint un cert pes en l'economia del terme. El terreny forestal ocupa més d'un terç de la superfície de tot el terme, i hi ha també terreny comunal no productiu a causa de l'altitud i del roquisser de la muntanya. La superfície agrària útil és ocupada gairebé en la totalitat per pastures permanents. A les poques terres llaurades destaca el conreu de blat, patates i farratge. No ocupa cap extensió apreciable el conreu de llegums, hortalisses i fruiters. Hi ha bestiar oví, boví, porcí i equí. L'activitat industrial havia estat representada només per l'extracció d'àrids a l'estany del pla del Tarterès, i per una pedrera d'on s'extreia material per a la construcció i per a la fabricació de lloses de coberta. Totes aquestes activitats, però, es realitzaven a petita escala i de manera intermitent.
En els últims anys del segle xx, Meranges va experimentar un cert creixement gràcies al turisme, que ha originat la construcció de cases per a segona residència. A més del paisatge, la gastronomia constitueix un altre atractiu turístic del municipi, amb un acreditat restaurant de cuina selecta cerdana. Disposa d'un centre d'ensenyament primari i d'un d'ensenyament secundari. A Meranges hom té possibilitat d'allotjament, i els excursionistes poden acollir-se al refugi de Malniu, camí de l'estany de Malniu, i al refugi d'Engorgs «Joaquim Folch i Girona», emplaçat a 2.350 m. Com en altres zones pirinenques, s'hi practica l'esquí de muntanya.

## Política i administració
| Període     | Alcalde o alcaldessa    | Partit polític      | Data de possessió | Observacions |
| ----------- | ----------------------- | ------------------- | ----------------- | ------------ |
| 1979–1983   | Joan Tresfí Visa        | Independents        | 19/04/1979        | --           |
| 1983–1987   | Joan Tresfí Visa        | Independents        | 28/05/1983        | --           |
| 1987–1991   | Joan Tresfí Visa        | CIU                 | 30/06/1987        | --           |
| 1991–1995   | Joan Tresfí Visa        | Independents        | 15/06/1991        | --           |
| 1995–1999   | Esteve Avellanet Tarrés | Independents        | 17/06/1995        | --           |
| 1999–2003   | Esteve Avellanet Tarrés | CIU                 | 03/07/1999        | --           |
| 2003–2007   | Esteve Avellanet Tarrés | CIU                 | 14/06/2003        | --           |
| 2007–2011   | Esteve Avellanet Tarrés | CIU                 | 16/06/2007        | --           |
| 2011–2015   | Esteve Avellanet Tarrés | CIU                 | 11/06/2011        | --           |
| 2015–2019   | Esteve Avellanet Tarrés | CIU                 | 13/06/2015        | --           |
| 2019-2023   | n/d                     | n/d                 | 15/06/2019        | --           |
| Des de 2023 | Eduard Isern Turet      | Junts per Catalunya | 17/06/2023        | --           |

En les darreres eleccions municipals realitzades el 24 de maig de 2015, Convergència i Unió va aconseguir 45 vots i 2 regidors i el Partit Popular de Catalunya va obtenir 21 vots i 1 regidor al consistori de Meranges.

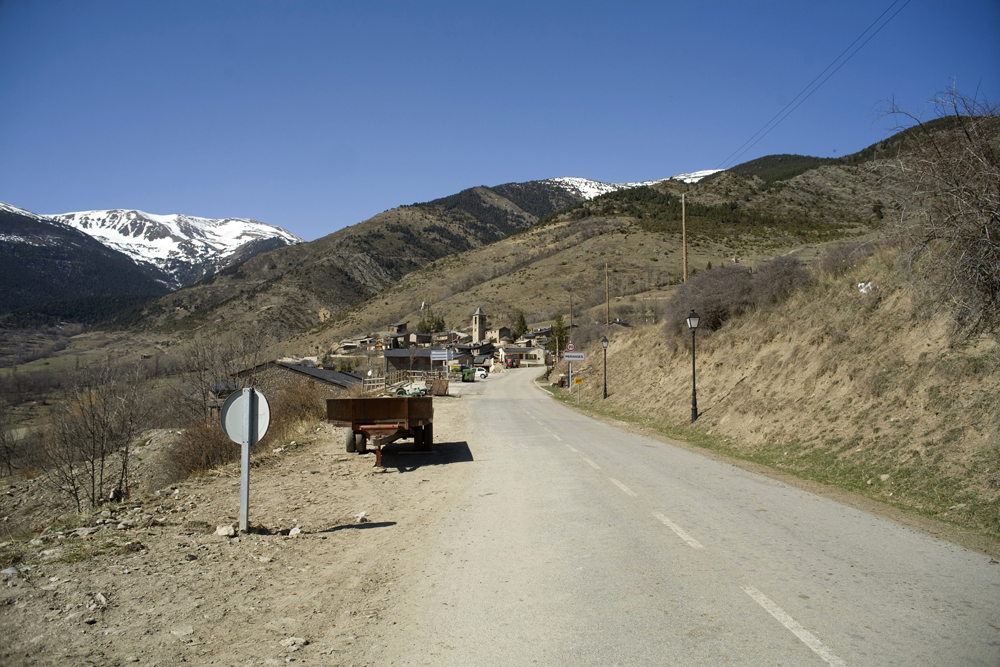
Entrada a Meranges per la carretera

| Entitat de població | Habitants (2024) |
| Meranges            | 93               |
| Girul               | 18               |
| Font: Idescat       |                  |

## Transports
Hi arriba una carretera (GiV-4031) que a Ger entronca amb la N-260, de Puigcerdà a la Seu d'Urgell, després de 10 km de recorregut pel vessant esquerre de la vall Tova.

## Festivitats
- 15 i 16 de juny: Festa Major.